# 莫倫山
47°21′37″N 10°1′30″E / 47.36028°N 10.02500°E

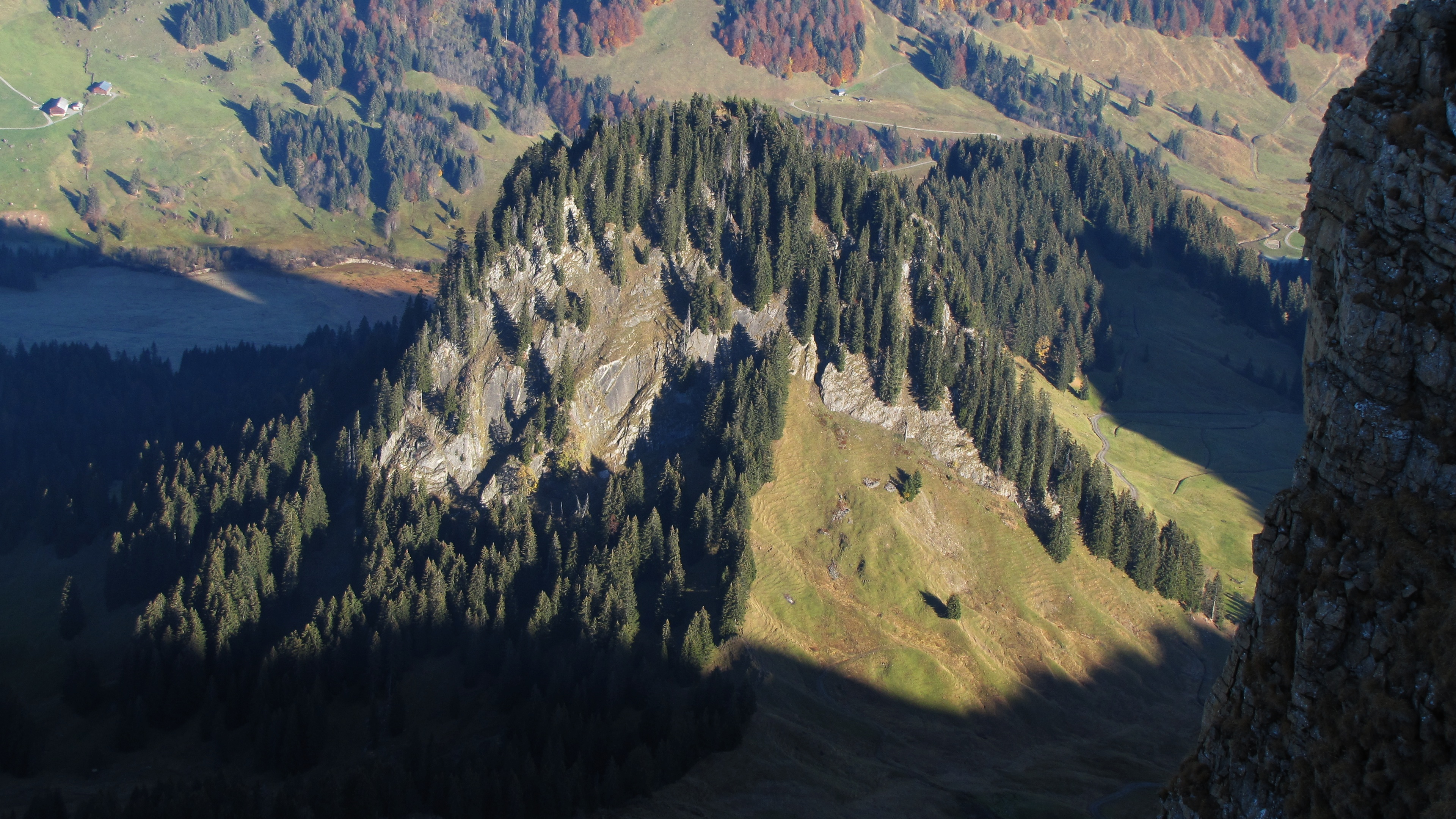

莫倫山（德語：Mohrenkopf），是奧地利的山峰，位於該國西部，由福拉爾貝格州負責管轄，屬於阿爾高阿爾卑斯山脈的一部分，距離格呂訥山0.8公里，海拔高度1,645米。